# Morshausen

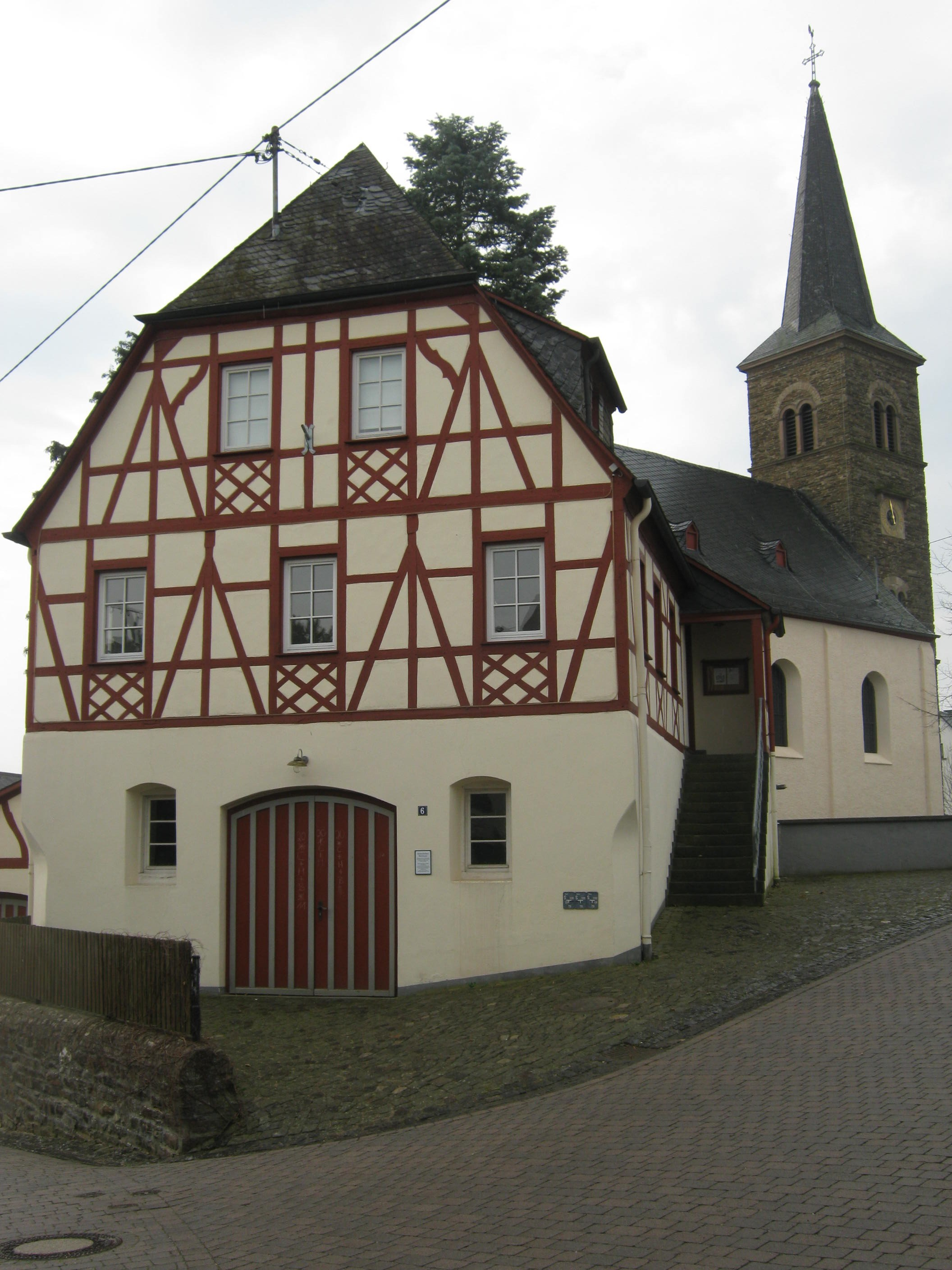
Jakob-Kneip-Museum und Kirche

Morshausen ist eine Ortsgemeinde im Rhein-Hunsrück-Kreis in Rheinland-Pfalz. Sie gehört der Verbandsgemeinde Hunsrück-Mittelrhein an.

## Geographie
Morshausen liegt sechs Kilometer von der Mosel entfernt und zehn Kilometer von Emmelshausen auf 334 m ü. NHN.
Zu Morshausen gehört auch der Wohnplatz Haus auf dem Bröhl.

## Geschichte
Ein Fragment eines neolithischen (ca. 4400 bis 2200 v. Chr.) Felsovalbeils, das in der Länge 9,3 cm und in der Breite 6,4 cm erhalten ist, zeugt von Siedlungstätigkeiten früher Ackerbauern. Das Beil, das einige hundert Meter westlich des Dorfes gefunden wurde, besteht aus devonischem Quarzit, der in der Nähe ansteht. Vergleichbare Steinbeilfunde wurden von Mitgliedern des Archäologievereins ARRATA auch in den benachbarten Dörfern Beulich, Macken und Mermuth entdeckt.
Verschiedene Lesefunde aus der römischen Epoche in Dorfnähe, darunter Dachziegel und Keramiken, sind als Zeugnisse einer villa rustica zu werten. In den umliegenden Wäldern lassen sich Grabgärten finden, die das typische römerzeitliche Totenbrauchtum im Hunsrück widerspiegeln.
Morshausen gehörte früher zum Gallscheider Gericht des Kurfürstentums Trier.

## Politik

### Gemeinderat
Der Gemeinderat in Morshausen besteht aus acht Ratsmitgliedern, die bei der Kommunalwahl am 9. Juni 2024 in einer Mehrheitswahl gewählt wurden, und dem ehrenamtlichen Ortsbürgermeister als Vorsitzendem.

### Bürgermeister
Geschäftsführender Ortsbürgermeister ist Hans-Peter Friedrich. Bei der Direktwahl am 26. Mai 2019 war kein Kandidat angetreten, er wurde durch den Gemeinderat am 11. Juli 2019 wiedergewählt. Da für die Direktwahl am 9. Juni 2024 erneut kein Wahlvorschlag eingereicht wurde, obliegt die Neuwahl gemäß rheinland-pfälzischer Gemeindeordnung dem Gemeinderat. Da der Rat auf seiner konstituierenden Sitzung am 8. Juli 2024 keinen Kandidaten finden konnte, blieb der bisherige Ortsbürgermeister Hans-Peter Friedrich zunächst geschäftsführend im Amt.

### Wappen
| Wappen von Morshausen | Blasonierung: „Über einem grünen Schildfuß, darin ein goldener Stutzwecken, in silbernem Feld ein schwarzer, linksgewendeter Schwengelbrunnen.“ |
| Wappen von Morshausen | |

## Tourismus

### Sehenswürdigkeiten
Der Schwenkbrunnen wurde im 15. Jahrhundert von einer auf der Ehrenburg eingeheirateten ungarischen Gräfin im Stil der ungarischen Pusztabrunnen errichtet. Die Holzkonstruktion wurde seither in regelmäßigen Abständen durch die Gemeinde erneuert und ist noch immer in der Brunnenstraße zu besichtigen. Der Stutzweck resultiert aus dem Vermächtnis eines Morshausener Einwohners aus dem Jahre 1782. Er vermachte sein Vermögen der Gemeinde mit der Maßgabe, einen guten Acker zu erwerben, mit dem Pachtzins in der Karwoche Stutzwecken zu backen und Wein zu kaufen.
Die 500-jährige Jakob-Kneip-Eiche am westlichen Ende der Jakob-Kneip-Straße wurde 1951 nach dem Heimatdichter benannt. Sie hat einen Stammumfang von 6 Metern.
Die neben der Eiche errichtete Marienstatue schuf im selben Jahr sein Freund Eugen Keller zu seinem 70sten Geburtstag.

### Wanderwege
Der Premiumwanderweg Saar-Hunsrück-Steig und seine Traumschleife Murscher Eselsche verlaufen durch den Ort; als Wanderstart und -ziel ist der Parkplatz am Ende der Jakob-Kneip-Straße geeignet. Dort befinden sich eine Schutzhütte und ein Kinderspielplatz.

## Persönlichkeiten
Morshausen ist der Geburtsort des Heimatdichters Jakob Kneip.